# ユニバーサルミュージック (日本)
ユニバーサル ミュージック合同会社（Universal Music LLC）は、日本のレコード会社。ユニバーサル ミュージック グループの日本法人で、ユニバーサル ミュージックジャパン（Universal Music Japan）としても知られる。

## 概要
日本に拠点を置く外資系レコード会社の中では最大手でなお且つ、国内最古参の日本コロムビアに次いで非常に長い歴史を有する日本のレコード会社（2025年6月時点で旧日本ポリドール蓄音機商會時代から通算して創業98年）であり、多種多様なアーティストが所属する。基本的に外資系でありながら役員に実績のある生え抜き社員を登用するなど、民族系同業他社と同等の経営体制となっている。
日本法人は前身のポリグラム系（ただしポリスターとトーラス等は除く）3レーベルとユニバーサルビクター（MCAレコード）を2000年に経営統合させており、ユニバーサル ミュージック グループが保有するロック、カントリー、クラシック、ジャズといった洋楽に加え、J-POP・演歌（歌謡曲を含む）の音源・アーティストを多く擁している。2012年には親会社によるEMI買収に伴い、同業大手のEMIミュージック・ジャパンを吸収し、事業規模を拡大している。
邦楽・J-POPに関しては前身のポリグラムで当時石坂敬一が社長に就任したのち、同一資本下で独立した制作部門・レーベルを複数設け、グループ内で切磋琢磨させてヒット作を生み出すことを狙いとしており、A&Rに注力している。現法人発足後は同業のビクターエンタテインメント同様、社内カンパニー制を採り入れて制作部門が独立した組織となっている。
「ユニバーサル」「UNIVERSAL」及びそのロゴマークである地球儀マークを冠する会社としては、NBCユニバーサル・エンターテイメントジャパン（旧：ジェネオン・ユニバーサル・エンターテイメントジャパン ← ジェネオン・エンタテインメント ← パイオニアLDC ← レーザーディスク社）やユニバーサル・スタジオ・ジャパン（ユー・エス・ジェイ）などが存在するが、こちらはコムキャストおよびNBCユニバーサル傘下で、2025年2月現在、両社に直接の資本関係はない。また、ただし、VHS/BD/DVD等の起動時に登場する地球儀のBGMについてはかつて提携していた名残により同一のBGMを使用している。

## 沿革
- 1927年（昭和2年）5月30日 - 阿南正茂が「株式會社日本ポリドール蓄音器商會」（-にほんポリドールちくおんきしょうかい）を設立。ドイツ・グラモフォン傘下のポリドール・レコードによって国内の販売を開始。
- 1942年（昭和17年）3月 - 戦時中の外国語使用禁止の風潮を先取りし、社名を「大東亞蓄音器株式會社」（だいとうあちくおんき-）に変更。ブランド名については、邦楽部門を大東亜レコードに変更したものの、洋楽部門は引き続きポリドール・レコードを使用した。
- 1943年（昭和18年）12月 - 社名を「大東亞航空工業株式會社」（だいとうあこうくうこうぎょう）に変更する（時期は諸説あり）。
- 1950年（昭和25年）4月 - 日本ポリドール蓄音器商會が「ポリドール蓄音器株式会社」に社名変更。
- 1953年（昭和28年）4月1日 - 「日本ポリドール株式会社」が、ポリドール・レコード（イギリス）と富士電機製造の出資で設立される。
- 1956年（昭和31年） - 日本ポリドールが「日本グラモフォン株式会社」に社名変更。
- 1962年（昭和37年） - ドイツ・グラモフォンとフィリップス・レコード（フォノグラム）（オランダ）が、それぞれの出資母体であるシーメンスとフィリップスの下で提携し、DGG/PPIグループ（グラモフォン・フィリップスグループ）を結成。
- 1966年（昭和41年） - 日本ビクターレコード事業部（現：ビクターエンタテインメント）内にフィリップス事業部が作られ、日本に於いて「フィリップス」レーベルでの邦楽流行歌の制作が開始される。
- 1969年（昭和44年） - 目黒区大橋に日本グラモフォンの自社ビル（ - 2002年）が完成。
- 1970年（昭和45年）6月1日 - オランダ・フィリップス、日本ビクター（現：JVCケンウッド）および松下電器産業（現：パナソニックホールディングス）の三社合弁で「日本フォノグラム株式会社」が設立され、日本ビクターから独立。業務開始は同年6月21日[1]。
- 1971年（昭和46年） - シーメンスとフィリップスは折半出資でポリグラムを設立し、DGG/PPIグループのレコード会社を傘下に入れ、レコード事業を統合させる。
  - 11月 - 日本グラモフォンが「ポリドール株式会社」に社名変更。
- 1972年（昭和47年） - フォノグラムがポリドール・レコードを子会社化し、ポリグラム傘下に入る。
- 1990年（平成2年）4月20日 - ポリグラムの日本事業統括法人として「ポリグラム株式会社」を創立。
- 1992年（平成4年）12月 - ポリドール株式会社、日本フォノグラム株式会社の管理・輸入・商品管理部門をポリグラム株式会社へ移管。
- 1993年（平成5年）
  - 2月 - ポリドール株式会社内のb.gramレーベルを、ビーイングと共同出資の上B-Gram RECORDSとして法人化。この年、ZARDのヒットで過去最大の売上を記録。
  - 12月 - ポリドール株式会社、日本フォノグラム株式会社の開発本部・営業本部・クラシック本部が、邦楽制作部門を残しポリグラム株式会社へ移管。
- 1994年（平成6年）11月 - 東芝EMI（後のEMIミュージック・ジャパン）取締役の石坂敬一が、ポリグラムから引き抜きを受け移籍、代表取締役社長に就任。
- 1995年（平成7年）
  - 3月 - 日本フォノグラムがマーキュリー・ミュージックエンタテインメント株式会社（英略称：MME）に社名変更。松田聖子ら専属アーティストの開拓を活発化。
  - ポリドール出身の多賀英典が興したキティグループの「株式会社キティエンタープライズ」（旧：キティレコード）および音楽制作部門の「株式会社キティミュージックコーポレーション」がポリグラム株式会社の資本下に入る。キティミュージックコーポレーションは「ポリグラム・ミュージック・ジャパン株式会社」に社名変更。
  - ポリドール出身の五十嵐泰弘が興した「トーラスレコード」がポリグラム株式会社の資本下に入る。後の1997年に社名を「ニュートーラス」に変更。
- 1998年（平成10年）11月 - ポリグラムの親会社であるフィリップスが、ポリグラムの株式全てをMCA（現：NBCユニバーサルの一部）の親会社であったシーグラムに売却。アメリカではMCAレコード・ポリグラムが経営統合したことに伴い12月に「ユニバーサルミュージック」発足。ポリグラムのクラシックレーベルは徐々にユニバーサルへ変更される。
- 1999年（平成11年）
  - 7月 - ポリグラム株式会社が「ユニバーサルミュージック株式会社（Universal Music K.K.）」に社名変更。
  - 12月 - ニュートーラスがユニバーサルミュージック株式会社に吸収合併される形で解散。
- 2000年（平成12年）
  - 2月 - 東京国税局の税務調査で、ユニバーサルミュージック株式会社とポリドール株式会社の二社で約250億円の申告漏れが発覚し、約100億円の追徴課税に応じたことが報じられる。両社はモータウン買収時に、米国の投資組合にポリグラムの外国法人と共同出資しているが、モータウンの事業利益は最小出資者である米国法人が実質独占しているにもかかわらず、日本法人はのれん取得費用の損金を自社利益と打ち消すよう毎年計上することで節税を図ったとされる（移転価格税制）。
  - 8月 - ユニバーサルビクター（MCAレコード）と経営統合するとともに、ユニバーサルミュージック発足時のレーベル・部門別に社内カンパニー制を導入。「ポリドール」（ポリドール株式会社の営業・制作事業をユニバーサルミュージック株式会社に移管）、「ユニバーサル」（ユニバーサルビクターの邦楽部門）、「キティ・エンタープライズ」、「マーキュリー・ミュージックエンタテインメント」、「ユニバーサル・インターナショナル」（ポリグラムおよびMCAの洋楽・クラシック部門）等をそれぞれ発足する。
  - 9月 - 社内カンパニーのキティエンタープライズがマーキュリー・ミュージックエンタテインメントに吸収され、「キティMME」となる。
  - 新レーベル「Def Jam Japan」を設置。
- 2001年（平成13年）7月 - ユニバーサル、ポリドールの同レーベルの制作クレジットを「ユニバーサルポリドール」と二重に変更する。
- 2002年（平成14年）6月 - 本社を目黒区大橋から港区の青山一丁目駅の近くに完成した新社屋に移転。同月末、邦楽制作部門の社内カンパニーであるユニバーサル、ポリドール、キティMMEの3レーベルを統合・集約し、「ユニバーサルJ」（UNIVERSAL J）に一新する。
- 2003年（平成15年）12月 - ビクターエンタテインメントとの販売委託契約、業務提携を解消。2004年1月より自社販売を再開。
- 2004年（平成16年）
  - 1月 - ユニバーサルJよりキティMMEの流れを汲む社内カンパニー「ユニバーサルシグマ（UNIVERSAL SIGMA）」を設置。Def Jam Japanはユニバーサルシグマのサブレーベルとなる。同じくユニバーサルシグマのサブレーベルとして、「Island（アイランド）」、「Kitty Mercury（キティ・マーキュリー）」を設置。
  - 6月 - ユニバーサルシグマのサブレーベルとして、「A&M」が設置された[2]。
- 2007年（平成19年）1月 - ユニバーサルJから主に旧ポリドール系の制作・宣伝スタッフにより、社内カンパニー 「ナユタウェイヴレコーズ（NAYUTAWAVE RECORDS）」を分裂する形で設置。
- 2008年（平成20年）1月 - 社内カンパニーの「USMジャパン」を改組し、「ユニバーサルストラテジックマーケティングジャパン」を発足[3]。
- 2009年（平成21年）
  - 1月1日 - 株式会社から合同会社に組織変更。
  - 1月1日 - ユニバーサル・インターナショナル内のサブレーベルとして、「Delicious Deli Records（デリシャス・デリ・レコード）」が設置された[4]。
  - 11月 - 小池一彦がCEO兼社長に就任。
- 2010年（平成22年）4月20日 - ユニバーサルシグマのサブレーベルとして、「UNIVERSAL SIGMA SATELLITE（ユニバーサルシグマサテライト）」が設置された[5]。
- 2011年（平成23年）
  - 1月1日 - ユニバーサル・インターナショナルのサブレーベルとして、「area azzurra」が設置された[6]。
  - 6月 - CMのサウンドロゴを導入。
- 2012年（平成24年）
  - 1月 - 「ユニバーサルストラテジックマーケティングジャパン」の名称が再び「USMジャパン」となる[7]。
  - 7月 - 東京国税局から2012年12月期までの3年間に約90億円の申告漏れを指摘される。
  - 10月1日 - 親会社によるEMI（レコード制作部門）の買収に伴い、株式会社EMIミュージック・ジャパンを傘下に収める[8]。
- 2013年（平成25年）
  - 1月15日 - 小池CEO兼社長がEMIミュージック・ジャパンの代表取締役社長兼CEOを兼務する[9]。
  - 4月1日 - EMIミュージック・ジャパンを吸収合併する形で経営統合し、邦楽部門は「EMI Records Japan」として運営を開始する[10]。これにより、赤坂Bizタワー内にあったEMIミュージック・ジャパンの本社オフィスは同社の赤坂オフィス（本社ビルは青山オフィス）となる。また、EMI Records Japanのサブレーベルとして、「EMI Records Japan EMI J」と「EMI Records Japan EMI R」が設置された[11]。
  - 9月 - 同年の2月7日に、 親会社が所有していたEMIレコードの主要部門であるパーロフォン・レーベル・グループをワーナー・ミュージック・グループへ売却したことに伴い[12]、日本でのEMIクラシックス（旧EMIミュージック・ジャパン原盤を除く）や欧州のEMI（ビートルズを除く）の販売権が、ワーナーミュージック・ジャパンへ移行する。
  - 10月2日 - 同社のレーベル「EMI Records Japan」の規格品番が、東芝音楽工業時代から長年に渡り使用されていたTO（TO○T、TO○P、TO○F等、邦楽アーティストの場合、マキシ・シングルまたはアルバム等だとTO○Tから始まる）からTY（TY○T、TY○I、TY○N、TY○P、TY○J等、同じく邦楽アーティストのマキシ・シングル、アルバム等はTY○Tから始まる、嘗てはユーメックスが使用していた）に変更される。
- 2014年（平成26年）
  - 1月1日 - 副社長として邦楽部門を統括していた藤倉尚が社長兼最高経営責任者（CEO）に就任[13]。前CEO兼社長の小池一彦は代表権の無い会長に就任した。NAYUTAWAVE RECORDSとEMI Records Japan EMI Jを統合し「EMI Records」が発足、EMI Records Japan EMI Rは「EMI R」となった[14]。
  - 2月5日 - エムティーアイとの共同出資により株式会社ZERO-Aが設立。
  - 4月15日 - EMI RとDelicious Deli Recordsを統合して「Virgin Music」が発足し[注 2]、直下に「Virgin Records」と「Delicious Deli Records」を置く[15]。
  - 5月 - EMI Recordsの規格品番が「UP」に統一され、これより、「TY」は、Virgin Records専用となった。
  - 5月 - SMエンタテインメント、エイベックス・ヴァンガードとともに、合弁会社「株式会社エブリシングジャパン」を日本に設立[16]。同社はSMの日本法人であるエスエム・エンタテインメント・ジャパンの子会社になった[注 3]。
- 2017年（平成29年）
  - 1月1日 - Virgin Musicが直下レーベルであるDelicious Deli Records及びVirgin Recordsの業務を吸収し、両レーベルはVirgin Musicに統合された[17]。
- 2018年（平成30年）
  - 4月11日 - ヒップホップジャンルに特化した新規メディア・プラットフォーム「HIP HOP DNA」の開設が発表された[18]。
  - 6月25日 - 米・ディズニー・ミュージック・グループからウォルト・ディズニー・レコードの日本における独占ライセンス契約をエイベックス・エンタテインメントに変わり継承する。10月1日以降、音楽ソフト作品の出荷を開始した[19]。
  - 9月15日 - 本社を神宮前タワービルディングへの移転を順次開始。
  - 10月9日 - 本社の神宮前タワービルディングへの移転を完了。
  - 11月1日 - 子会社の「ユニバーサルミュージック&EMIアーティスツ合同会社」が「ユニバーサルミュージックアーティスツ合同会社」に社名変更[20]。
- 2019年（平成31年）3月31日 - 子会社のZERO-Aの活動を終了。
- 2020年（令和2年）
  - 1月 - 会社ロゴを『UNIVERSAL MUSIC』から米国ユニバーサルミュージックと同じく『UNIVERSAL MUSIC GROUP』に変更し、同時期に、CMのサウンドロゴを一新した[21]。
  - 映像事業として「EASTWORLD ENTERTAINMENT」始動。
  - 3月 - 演歌・歌謡曲レーベル「Prime Music」を「Lighthouse Music」（ライトハウス・ミュージック）として発足。直下に旧EMI系の「EXPRESS」と「Sakurastar Records」を置く[22]。
- 2021年（令和3年）
  - 10月1日 - 吉本興業ホールディングスのグループ会社、よしもとミュージックの一部を除く発売商品の営業・流通業務を受託。4日、よしもとミュージックとの共同レーベル「YOSHIMOTO UNIVERSAL TUNES.」を設立。10月29日、同レーベルの第1弾として、吉本興業所属タレント、矢部浩之（ナインティナイン）の歌手デビュー曲「スタンドバイミー」をリリース[23][24][25][26]。
- 2023年（令和5年）
  - 1月1日 - ユニバーサルJを「Polydor Records」と「UJ」に分割し、UJの直下に「Johnnys' Universe」「Top J Records」「TJ project」を置く[27]。Polydor RecordsはユニバーサルJに統合されて以来20年ぶりのレーベル復活となる[28][29]。
  - 7月8日 - カバー株式会社が運営するVTuber事務所・ホロライブプロダクションとの共同レーベル「holo-n」の設立を発表。レーベル運営はEMI Recordsとホロライブが共同で行う[30]。
  - 10月20日 - ユニバーサル ミュージック グループ初のコンセプトストア「UNIVERSAL MUSIC STORE HARAJUKU」を原宿の竹下通りにオープン[31]。
- 2024年（令和6年）
  - 2月1日 - CMのサウンドロゴを刷新。
- 2025年（令和7年）
  - 3月14日 - 同社の洋楽アーティストの楽曲を生かした無償のオリジナル英語副教材などを提供するプラットフォーム『UM English Lab.』を開設[32]。

## 設立母体
- ポリグラム→ユニバーサルミュージック
  - 日本ポリドール蓄音器商會→大東亞蓄音器→大東亞航空工業→ポリドール蓄音器→日本グラモフォン→ポリドールK.K.

## レーベル
現在、ユニバーサルミュージックは、ジャンル別に以下のレーベルからそれぞれ商品を発売している。本項目では、メディアなどが使用している代表的な読み方を記述する。以下に記す規格品番はコンパクトディスク（12cm CD）の場合。DVDやブルーレイディスク（BD）等他媒体の場合は3文字目の"C"の部分が変わる。

### 邦楽

#### Polydor Records
2023年にユニバーサルJから分割。スピッツ、GRe4N BOYZ等が所属する。
2002年6月にユニバーサルとポリドールとキティMMEを吸収・分割した後、MCAやポリドールの流れを汲む。
規格品番はUP○H、PO○S（2015年以降の福山雅治の作品のみ。制作をアミューズ、発売元と販売元を同社が各々担当。2000年以降の作品ではUU○Hが割り振られている）。
- Perfume Records - Perfumeのプライベートレーベル。規格品番はUP○P。
- ASSE!! Records - HYのプライベートレーベル。
- 歌姫レコード - 中森明菜のプライベートレーベル。2014年にユニバーサルシグマから移管。

#### UJ
2023年にユニバーサルJから分割。Project K&P、Over The Topの2レーベルとTravis Japan専用の部署であるProject TJが集約される。規格品番はUP○J、UP○A（Aぇ! groupの作品のみ)。
- Project K&P - 2018年設立[34]。2024年にJohnny's Universeから改称[35]。STARTO ENTERTAINMENT（旧：ジャニーズ事務所）とユニバーサルミュージックによって共同で運営されているKing & Princeのプライベートレーベル。2022年までユニバーサルJ傘下のレーベルだった。
- Over The Top - 2020年発足。2024年にTop J Recordsから改称[36]。男性アイドルグループ「timelesz」のプライベートレーベル（STARTO ENTERTAINMENTとユニバーサルミュージックの共同運営）。STARTO ENTERTAINMENT（旧：SMILE-UP. /ジャニーズ事務所）のグループ会社であるグルーヴ・ミュージックカンパニー（旧：ジャニーズ・ミュージックカンパニー）がレーベルの母体であり、同社が作品の原盤権および著作権を管理している。規格品番はJM○T（2020年〜2023年）→OV○T（2024年〜）。
- Project TJ - 2022年設立。2024年にTJ Projectから改称[35]。Travis Japanが契約しているアメリカのレーベルCapitol Recordsと連携を図るための部署とされている。規格品番はUP○C。

#### ユニバーサルシグマ
2004年にユニバーサルJから分割された。
かつて存在した邦楽セクション・キティMME（キティ、フィリップス → マーキュリー）の流れを汲む。
規格品番はUM○K。
- A&M RECORDS - エレファントカシマシ等が所属。
- Double Joy International - クレイジーケンバンドのプライベートレーベル。
- DCT records - DREAMS COME TRUEのプライベートレーベル。
- Augusta Records - 2017年1月にオフィスオーガスタの全株式を譲り受け戦略的提携を締結したことに伴って、同年4月よりソニー・ミュージックレーベルズ内のアリオラジャパンより移管。規格品番はUM○A[注 4]。
- U CUBE- 2018年設立[37]。CUBEエンターテインメントとの共同レーベル。
- YOSHIMOTO UNIVERSAL TUNES. - 2021年発足。よしもとミュージックとユニバーサルミュージックの共同運営レーベル。

#### Virgin Music
規格品番はTY○T及びUI○V。
EMI RとDelicious Deli Recordsが併合されて設立された（EMI RはVirgin Recordsに引き継がれ、両レーベルとも2016年末までVirgin Music直下のレーベルとして存続していた）。
東芝EMI → EMIミュージック・ジャパンのVirgin Recordsの流れを汲む。
- Def Jam Recordings（日本） - ヒップホップ・R&Bを中心としたアメリカのレコードレーベル、Def Jam Recordingsの日本支社。
- Republic Records - アメリカにあるレコードレーベル。
- 木梨レコード - 木梨憲武のプライベートレーベル。
- Altonic Records - Vtuber事務所にじさんじ所属者専属レーベル。Virgin Musicとにじさんじの運営元会社であるANYCOLOR社との共同運営。
  - RFMO Records - 上記におけるにじさんじ所属者のうち、ROF-MAOのみが所属するプライベートレーベル。

#### BE-U
2022年発足。SKY-HI主宰の芸能事務所「BMSG」との共同レーベル。所属アーティストはMAZZELとREIKO。規格品番はUM○B。
- Virgin Music Label & Artist Services - 音楽家（アーティスト）や他社レーベルに販売や宣伝、広告、流通などを支援する、ユニバーサル ミュージック グループ下の流通組織・音楽レーベル。

#### EMI Records
規格品番はUP○H及びTY○T。
EMIミュージック・ジャパン時代に存在していたCapitol Musicの吸収に伴い改組したEMI Records Japan EMI Jと、ポリドールの流れを汲むNAYUTAWAVE RECORDSが併合されて設立された。
東芝EMIのキャピトルやポリドールの流れを汲む。
統合前の主力レーベルだった『EMI』の名と同レーベルの基盤を残したものである。
東京事変や松田聖子、Mrs. GREEN APPLE、松任谷由実、AKB48等が所属している。また、グループ・バンドの個人ソロは大森元貴や椎名林檎も同レーベルから発売されている。
- EASTWORLD
- Mercury Tokyo
- holo-n - ホロライブとEMI Recordsの共同運営レーベル[30]。

#### USMジャパン
- USM JAPAN（ユー・エス・エム・ジャパン） - インターナショナルの邦楽部門。稲垣潤一、森山直太朗、柴咲コウ等が所属。その他は、主にコンピレーション・旧譜の発売が中心。規格品番はUP○Y（旧譜の再発、コンピレーション盤中心）、UI○Z（新譜中心）。

#### Lighthouse Music
演歌・歌謡曲などの「大人ミュージック」レーベル。2020年3月「Prime Music」より改称。規格品番はUP○Y及びTY○T。
- Sakurastar Records - 旧EMI系。旧東芝EMI時代まで存在していた東芝レコードレーベルの後継となる演歌・歌謡曲専門レーベル。坂本冬美（Virgin Music）や徳永ゆうき（EMI Records）等が所属。
- EXPRESS - 旧EMI系。

#### UNIVERSAL MUSIC IST
2022年発足。ISTエンターテインメントとユニバーサルミュージックの共同レーベル。THE BOYZのプライベートレーベル。規格品番はUC○S。

#### 販売委託・受託レーベル

##### 自己保有の作品を他社に販売（流通）委託しているもの
- クライムエンタテインメント
- コーエーテクモゲームス
- Sword Records
- TSUBASA RECORDS
- DCT records（メジャー流通分）
- NEHAN RECORDS - パスピエのプライベートレーベル。
- Buzzword Records
- MIDI（ミディ）
- ミュージックマイン
- ROCKET BEATS
- OTODAMA RECORDS
- オフィス・レン - 2015年より長渕剛の作品を販売

##### 他社保有の作品でユニバーサルミュージックとして販売（流通）を請け負っている（受託している）もの
- ユーキャン - さだまさしほか
- PLEDIS JAPAN → HYBE LABELS JAPAN - SEVENTEEN（PLEDIS JAPANから販売委託引継）
- Walt Disney Records - 東京ディズニーリゾートなどの園内楽曲のサウンドトラックをはじめとするディズニー関連楽曲のレーベル。2018年10月1日よりエイベックス・エンタテインメントから販売受託引継[19]。
- よしもとミュージック - 2021年10月1日より一部商品を除く同社発売の芸人・音楽アーティストのCD・DVDのセル・レンタル商品の販売・営業・流通業務の委託をソニー・ミュージックソリューションズ（ソニー）から引き継ぐ形で担当。なお、同日以降は一部の作品に限りソニーが引き続き担当する[23][24][25][39]。

##### 販売受託終了レーベル
- ファンハウス（現：ソニー・ミュージックレーベルズ アリオラジャパン）（受託期間：1988年4月 - 1996年4月、終了理由：BMGビクターの子会社化に伴う同社への移管）
- B-Gram RECORDS（現・B ZONE[40][41]、受託期間：1993年3月 - 1995年2月、終了理由：B ZONEの前身法人であったビーイング内の自社販売会社J-DISCへの流通業務の移行）
- ポリスター（受託期間：1987年4月 - 1998年9月、終了理由：プライエイド・レコーズ、および日本コロムビアへの流通業務の移行）
- Daisy Music - 佐野元春のプライベートレーベル。2021年にソニー・ミュージックソリューションズへ移管。
- プラチナム・レコード - YOSHIKIが設立したレコード会社（1994年 - 1999年）。GLAY等が所属。規格品番はPO○H-7000番台。
- UNLIMITED RECORDS - 1998年から2005年。2002年以降のGLAYの映像作品やΛucifer、e.mu等の作品を販売していた。
- アップフロントワークス - 2014年6月から2018年3月までリリースされた吉川友の作品のみ、業務提携扱いで販売していた。
- ウェブクウ - 2013年4月よりEMIミュージック・ジャパンより引継。2024年1月、廃業に伴い終了。
- Spinach（ウェブクウ） - 2024年1月、ウェブクウの廃業に伴い終了。

#### 過去に存在・提携したレーベル
- Far Eastern Tribe Records
- ZERO-A
- UNIVERSAL-W - 2015年設立。元JUDY AND MARYの恩田快人が代表取締役を務めていた[42]。2017年停止。
- Go Good Records - 赤西仁の個人レーベル兼個人事務所。2017年から2018年までEMI Recordsとの業務提携をしていた。
- ZEN MUSIC - 規格品番はUP○H。GReeeeNや山崎育三郎等が所属していた。2023年にPolydor Recordsに吸収。

### 洋楽
- UNIVERSAL INTERNATIONAL（ユニバーサル・インターナショナル）
- Def Jam Recordings（デフ・ジャム・レコーディングス）

### クラシック・ジャズ
- UNIVERSAL CLASSICS & JAZZ（ユニバーサル・クラシックス・アンド・ジャズ）
  - UNIVERSAL CLASSICS（ユニバーサル・クラシックス）
  - UNIVERSAL JAZZ（ユニバーサル・ジャズ）
  - UCJジャパン - 2008年設立。「ユニバーサル クラシックス＆ジャズ」 の国内制作専門となる下部レーベル。国内外を問わず従来の音楽ジャンルにとらわれない日本企画による制作に特化し、日本発の音楽作品を世界市場へ向けて積極的に発表していくことを目標に掲げたレーベル[43]。

## 音楽レーベル以外の事業

### ユニバーサル・ミュージック・パブリッシング合同会社
ユニバーサル・ミュージック・パブリッシング・グループの日本法人。国内外の楽曲の音楽著作権を管理する音楽出版事業を行う。社長はジョニー・トンプソン。

### ユニバーサル ミュージックアーティスツ合同会社
ユニバーサル ミュージック ジャパン傘下の芸能事務所。日本のアーティスト及びタレント並びにスポーツ選手らのマネジメントを行う。社長は楮本昌裕。

### 株式会社オフィスオーガスタ
ユニバーサル ミュージック ジャパン傘下の芸能事務所。2016年12月28日より、ユニバーサル ミュージック ジャパンに全株式を譲渡し戦略的提携を締結している。

### DRC合同会社
オフィスオーガスタとユニバーサル ミュージック ジャパンが共同出資し、2020年1月1日にセブンダイヤルズからDRCへと組織変更。社長は小泉直也。ユニバーサル ミュージック ジャパンの子会社としてアーティストのグッズの企画および製作する、オーディオ機器を中心としたオリジナルブランド「TOoKA BASE」と、アパレルを中心に音楽ライフスタイルを提案するブランド「Porcupine Records」を展開した。他、ファンクラブ運営、ECサイト運営、ウェブ・デザインなどのマーチャンダイジング事業を行う。

### UNIVERSAL MUSIC CREATIVE
ユニバーサル ミュージック ジャパンが保有する有形無形の社内資産を活用し、他社のマーケティング活動やブランド価値の向上のために社内の各部署を横断してソリューションを提案する法人向けの事業部門。2023年1月1日にDRC内のUMG FOR BRANDSに統合され廃止。

### UNIVERSAL D
ユニバーサル ミュージック ジャパン内の受託販売部門。ポリグラム時代から、小規模レーベルやインディーズレーベルの全国委託販売を積極的に手がけている。

### VMLAS Japan
インディーズ・レーベル・アーティストの販売や宣伝、広告、流通などを支援する、ユニバーサル ミュージック グループ傘下の流通業者「Virgin Music Label & Artist Services（ヴァージンミュージックレーベル&アーティストサービス）」の国内部門。国内レーベルであるVirgin Musicとは別に独立運営される。

### ポリドール映像販売会社
ユニバーサルミュージック（旧ポリドールK.K.系）内のビデオソフト企画・発売部門。名称に販売会社とあるが法人格はなく、ユニバーサルミュージック内に置かれた部門である。テレビ番組（NHK・TBS系で制作された作品および旧作のテレビアニメが多い）、映画、お笑いなどのオリジナルビデオなど、ミュージックビデオではないソフトを取り扱う。ポリドールK.K.時代からポリグラム株式会社が販売元であったため、「PolyGram Video」のロゴが使われた。ポリグラムが現社名へ変更後はユニバーサルミュージックとしてのUNIVERSALロゴを使用している。
1990年代にはキッズステーションで、タッチなど旧作テレビアニメのビデオソフトを通信販売する60秒のテレビCMを放映していた。これはキティ・フィルムの母体であったキティ・エンタープライズが1995年にポリグラム傘下となり、販売元がポリグラム映像販売会社（ポリグラムK.K.）へ移行した関係による。一方、キティ・エンタープライズから切り離された本業のキティ・フィルムは映像ソフト会社としてファイブ・エース（5-ACE）を別に有していたため、現在もキティ・フィルムがビデオ化権利を保有する作品は同社から発売されている。
日本ではNBCユニバーサル・エンターテイメントジャパン（旧ジェネオン、パイオニアLDC）が発足すると、同じUNIVERSALロゴを使用してビデオソフトを発売しているため、規格番号や記載されている発売元社名を確認する方法でしか見分けがつかない為に販売現場では取り間違えなどのトラブルを起こすこともあった。但し、ユニバーサル映画が100周年を記に地球儀のロゴマークを新しく改定して以降、旧ロゴを未だに使うユニバーサルミュージックと見分けがつくようになった。

### 開発本部
通販やパートワークなど特販ルートに向けた制作・販売および新規サービスの開発を行う部門。
- Smart BGM

## 在籍アーティスト
所属年は東芝音楽工業 → 東芝EMI → EMIミュージック・ジャパン所属時のものも含む。

### 邦楽アーティスト

#### Polydor Records
- ILLIT（2024年～）
- Outrage（2013年〜）
- IBERIs&（2023年〜）
- aoen（2025年〜）
- 青山テルマ（2007年〜）
- 暁月めぐみ（1998年〜）
- 赤見かるび（2024年〜）[48]
- ASTRO（2019年〜）
- アルスマグナ（2015年〜）
  - me can juke（2018年）
- ［Alexandros］（2014年〜）（RX-RECORDS）
- 井上陽水（1971年～1975年、2014年〜）（旧ポリドール → フォーライフ・レコード → フォーライフミュージック → ZEN MUSIC → Polydor Records）
- WOMCADOLE（2019年〜）
- Awich（2020年〜）
- HY（2014年〜）（ASSE!! Records）
  - 仲宗根泉（2017年〜）
- ELAIZA（2021年～）
- erica（2018年〜）
- Ourin-王林-（2023年～）
- 上白石萌音（2019年〜）（ポニーキャニオンから移籍）
- 吉川友（2011年〜）（2014年6月以降の作品よりアップフロントワークス / ユニバーサルJ名義でリリース）
- GRe4N BOYZ（2007年〜）（NAYUTAWAVE RECORDS → EMI Records → ZEN MUSIC → Polydor Records）
- KEMURI（2020年～）
- 原因は自分にある。（2024年～）（SDRとの業務提携）
- 小林柊矢（2021年〜）
- コムドット（2024年～）
  - 悠馬（2023年～）
- サイダーガール（2017年〜）
- SHOW-YA（2014年〜）
- SING LIKE TALKING（2002年〜）（BMGファンハウスから移籍）
  - 佐藤竹善（1999年～）（旧ユニバーサル所属）
  - SALT&SUGAR（2009年）
- THE SUPER FRUIT（2025年〜）[49]
- スピッツ（1991年〜）（旧ポリドール所属）
- 超特急（2024年〜）（SDRとの業務提携[50]）
- Days no mo（2015年〜）
- 中森明菜（1993年～1998年、2002年〜）（ワーナーミュージック・ジャパン[注 5] / リプリーズ・レコード → ユニバーサルビクター[注 6] → ガウスエンタテインメント → @ease → キティMME → ユニバーサルJ → 歌姫レコーズ → ユニバーサルシグマ / 歌姫レコーズ → ユニバーサルJ / 歌姫レコーズ → Polydor Records / 歌姫レコーズ）
- Half time Old（2021年〜）
- Perfume（2012年〜）（徳間ジャパンコミュニケーションズから移籍）（Perfume Records）
- 林青空（2020年〜）
- B1A4（2016年〜）（ポニーキャニオンから移籍）
- BIGMAMA（2018年〜）（RX-RECORDS）
- 平松愛理（1999年〜2011年、2019年〜）（ → 病気で活動休止 → 2004年よりインディーズ → 2011年にテイチクエンタテインメントに移籍）
- FUNKY MONKEY BΛBY'S（2025年〜）（ドリーミュージックから移籍）[51]
- FantasticYouth（2020年〜）
- FAKE TYPE.（2022年〜）
- 福山雅治（2000年〜）（BMGファンハウスから移籍、旧ユニバーサル所属）
- BLACKPINK（2019年〜）（Interscope Records）（YGEXから移籍）
- ヘッドフォンの中の世界（2021年～）（2022年にZEN MUSICから異動）
- VERIVERY（2022年～）
- BOYNEXTDOOR（2023年〜）
- HORIKEN（2020年〜）
- まるりとりゅうが（2019年〜）
- Mizki（2019年～）（旧アーティスト名：中元みずき、2023年にZEN MUSICから異動）
- MINA（2024年[52]〜）
- MINAMI NiNE（2018年〜）
- めいちゃん（2021年〜）（ポニーキャニオンから移籍）
- 山崎育三郎（2010年～）（ユニバーサルJ → ZEN MUSIC → Polydor Records）
- 由薫（2022年[53][54]～）
- ヨルシカ（2019年〜）
  - suis from ヨルシカ（2022年〜）
- LUNA SEA（1992年～2000年、2012年〜）（旧ユニバーサル所属、本格活動再開後の2012年にavex traxからレーベル復帰）
- Roys（2018年〜）
- ONE N' ONLY（2025年〜）（SDRから移籍）

#### UJ
- Aぇ! group（2024年～）
- King & Prince（2018年〜）（Project K&P）
- timelesz（2020年〜）（Over The Top）（ポニーキャニオンから移籍）
- Travis Japan（2022年〜）（Project TJ）[注 7]

#### ユニバーサルシグマ
- Atomic Skipper（2023年〜）
- IS:SUE（2024年～）（ユニバーサルシグマ / LAPONE GIRLS）
- 映秀。（2020年〜）
- ATEEZ（2024年〜）（日本コロムビアから移籍）
- 江口洋介（2023年～）（同年にUSMジャパンから異動）
- NMB48（2023年〜）（よしもとミュージック / laugh out loud! recordsから移籍）
- エレファントカシマシ（1999年〜）（2007年に東芝EMIから移籍）
  - 宮本浩次（2019年〜）
- ENJIN（2020年〜）（nonagon records）
- OWV（2020年〜）
- OCTPATH（2022年～）（YOSHIMOTO UNIVERSAL TUNES.）
- Ochunism（2021年〜）
- 俺（2020年〜）
- Karin.（2019年〜）
- 河内REDS（2019年～）
- 杏子（1997年〜2000年、2020年〜）（Epic Sony（現：Epic Records） → Ki/oon Sony（現：キューンミュージック） → 旧ポリドール → Ariola Japan → オーガスタレコード）
- クリープハイプ（2014年〜）（ビクターエンタテインメントから移籍）
- K:ream（2021年〜）
- クリス・ハート（2013年～）
- クレイジーケンバンド（2009年〜）（Double Joy International）
- SHISHAMO（2016年～）（GOOD CREATORS RECORDS）
- しなの椰惠（2020年〜）
- 白間美瑠（2022年〜）
- Superfly（2021年～）（ワーナーミュージック・ジャパンから移籍）
- スキマスイッチ（2017年〜）（オーガスタレコード）
- 関取花（2019年〜）
- 高橋一生（2019年〜）
- TEE（2010年〜）
- DXTEEN（2024年～）（よしもとミュージック / LAPONE ENTERTAINMENT → ユニバーサルシグマ / LAPONE ENTERTAINMENT）
- トゲナシトゲアリ（2023年〜）
- DracoVirgo（2019年～）
- DREAMS COME TRUE（1997年〜）（東芝EMI / Virgin DCT、ユニバーサルJ → NAYUTAWAVE RECORDS → ユニバーサルシグマ / DCT records）
- ナオト・インティライミ（2010年〜）
- Novelbright（2020年〜）
  - 竹中雄大（2021年〜）
- The Birthday（2006年～）
- 元ちとせ（2018年〜）（オーガスタレコード）
- 秦基博（2017年〜）（オーガスタレコード）
- back number（2011年〜）
- BTOB（2021年〜）（U CUBE）
  - BTOB 4U（2020年）
- THE BEAT GARDEN（2016年～）
- 久石譲（旧ポリドール所属）
- 福耳（2017年〜）（オーガスタレコード）
- 藤井風（2019年〜）（HEHN RECORDS / Republic Records）
- fromis 9（2020年〜）
- PENTAGON（2018年〜）（U CUBE）
- ポルカドットスティングレイ（2017年〜）
- 松室政哉（2017年〜）（オーガスタレコード）
- マルシィ（2022年〜）
- Ms.OOJA（2011年〜）
- 宮川大聖（2018年〜）
- 森内寛樹（2021年〜）
- MOROHA（2018年〜）
- ヤバイTシャツ屋さん（2016年〜）
- 矢部浩之（2021年〜）（YOSHIMOTO UNIVERSAL TUNES.）
- 山本彩（2019年〜）（よしもとミュージック / laugh out loud! recordsから移籍）
- YURIYAN RETRIEVER（2025年～）（YOSHIMOTO UNIVERSAL TUNES.）
- Lefty Hand Cream（2020年〜[注 8]）
- 和楽器バンド（2019年～）（avex traxから移籍）
- 忘れらんねえよ（2017年〜）（バップ → オーガスタレコード）

#### EMI Records
- AI（2002年〜）（Def Jam Japan → ユニバーサルシグマ → EMIミュージック・ジャパン → EMI Records）
- ExWHYZ（2022年～）
- 175R（2003年〜）
- HKT48（2013年〜）（2015年にユニバーサルシグマから異動）
  - 森保まどか（2020年）
- AKB48（2023年〜）（キングレコード / You, Be Cool!から移籍）[55]
- ACE COLLECTION（2020年〜）
- Apink（2014年〜）
- NGT48（2020年〜）（Ariola Japanから移籍）
- ELLEGARDEN（2022年〜）
- Ghost like girlfriend（2019年～）
- Golden Child（2022年〜）（Mercury Tokyo）
- 小柳ゆき（2008年〜）
- Sano ibuki（2019年〜）
- C&K（2010年～）
- Siip（2020年～）
- SHINee（2011年〜）
  - テミン（2016年〜）
  - キー（2018年〜）
  - ミンホ（2022年〜）
- 少女時代（NAYUTAWAVE RECORDS → EMI Records）
  - テヨン（2019年〜）
- SuperM（2020年〜）
- スクランブルガム（2018年〜）
- ずっと真夜中でいいのに。（2018年〜）
- STAYC（2022年〜）（Mercury Tokyo）
- DJクマーバ（ファイルーズあい、2020年〜）
- 10-FEET（2003年〜）（ユニバーサルJから異動）
- 東京事変（2004年〜）
  - 椎名林檎（1998年〜）
- ドミコ（2020年〜）
- DRIPPIN（2022年〜）（Mercury Tokyo）
- 南無阿部陀仏（2022年〜）
- the HIATUS（2012年〜）（フォーライフミュージックから移籍）
- ハルカミライ（2019年〜）
- 一青窈（2013年〜）（フォーライフミュージックから移籍）
- 平原綾香（2013年〜）（ドリーミュージックから移籍）
- Blue Journey（2023年～）（ホロライブの音楽プロジェクト。共同レーベル「holo-n」所属）
- PEDRO（2019年～）（avex traxから移籍）
- BENI（2008年〜）（旧アーティスト名：安良城紅、avex traxから移籍）
- My Hair is Bad（2016年〜）
- 松田聖子（1996年〜2001年、2009年〜）（2015年にユニバーサルシグマから異動）
- 松任谷由実（1972年〜）
- 三浦透子（2017年〜）
- Mrs. GREEN APPLE（2015年〜）
  - 大森元貴（2021年～）
- Mics!!（2020年～）
- MONOEYES（2019年〜）
- 森カリオペ（2022年～）
- MONSTA X（2017年〜）（Mercury Tokyo）
- 山崎まさよし（1995年〜）（旧ポリドール所属、ユニバーサルJから異動）
- RIIZE（2024年～）（avex traxから移籍）
- RADWIMPS（2005年〜）（EMI Records / Don Manacca → EMI Records / Muzinto Records）
- LOONA（今月の少女）（2021年〜）（Mercury Tokyo）
- WurtS（2022年〜）

#### Virgin Music
- ACIDMAN（2002年〜）
- Ado（2020年〜）
- THE ALFEE（1997年〜）
  - 高見沢俊彦
- 今井美樹（2002年〜）（フォーライフ・レコード、ワーナーミュージック・ジャパンを経て移籍）
- imase（2021年〜）
- 岩田剛典（2025年～）（LDH Recordsから移籍）
- AK-69（2016年〜）（Def Jam Recordings）
- &TEAM（2022年〜）
- ENHYPEN（2021年〜）
- 大橋ちっぽけ（2022年～）（日本コロムビア / TRIADから移籍）
- 小沢健二（1993年〜）
- 神はサイコロを振らない（2020年〜）
- KEYTALK（2019年〜[注 9]）（ビクターエンタテインメントから移籍）
- 木梨憲武（2019年〜）（KINASHI RECORDS）
- 吉柳咲良 （2024年〜）[56]
- King of Ping Pong（2020年〜）（Shiodome Ebisu Shotengai）
- 葛葉（2022年〜）
- Crystal Kay（2011年〜）（Epic Recordsから移籍）
- GLIM SPANKY（2014年〜）
- 寿君（2018年～）
- GOBLIN LAND（2020年〜）
- CYBERJAPAN DANCERS（2015年〜）
- 燦鳥ノム（2019年〜）
- SHE'S（2016年～）
- シェネル（2007年～）
- 清水美依紗（2022年〜）
- GYROAXIA（2022年～）
- shallm（2023年～）[57]
- じん（2018年〜）（EDWORD RECORDS）
- ストレイテナー（2003年〜）
- SPICY CHOCOLATE（2011年〜）
- SEKAI NO OWARI（2020年〜）（トイズファクトリーから移籍）
- ぜったくん（2020年～）
- そらる（2019年〜）
- the telephones（2009年〜）
- TOMORROW X TOGETHER（2020年〜）（Republic Records / Virgin Music）
- Toshl（2018年〜）
- NOA（2020年〜）
- HYDE（2018年～）
- ハマいく（2022年～）
- HAN-KUN（2019年〜）（トイズファクトリーから移籍）
- 番匠谷紗衣（2019年〜）
- パンダドラゴン（2025年〜）（日本コロムビアから移籍）
- BTS（防弾少年団）（2017年〜）（Def Jam Recordings）（ポニーキャニオンから移籍）
- 平手友梨奈（2024年〜）（Sony Recordsから移籍）[58]
- ファーストサマーウイカ（2021年〜）
- ファントムシータ（2025年～）
- 布袋寅泰（1988年〜）
- 三浦祐太朗（2012年〜）
- meiyo（2021年〜）
- MonsterZ MATE（2019年〜）
- 『ユイカ』（2024年～）
- 横浜流星（2018年〜）
- LEEVELLES（2023年～）
- LE SSERAFIM（2022年～）（2024年にEMI Recordsから異動）
- Rain Drops（2020年〜）
- 和田アキ子（2021年〜、テイチクエンタテインメントから移籍）

#### e-SUM RECORDS
- TWICE
- Nammy
- VIN SEV
- ACE　工藤ともりCHiCO
  - BIG LUCK
  - MOCCH
- Friday Night Music Club
- Candles
- SUPLIFE
- 大事MANブラザーズオーケストラ
- Tone Palette
- 宮田
- モランディ
- LIONOTE.

#### USMジャパン
- ADDICTION（2019年〜）
- アリス（2013年〜）
  - 谷村新司（2015年〜2023年）（2023年10月死去）
- 一之瀬ユウ（2017年〜）（UNIVERSAL-W → USMジャパン）
- 稲垣潤一
- 上田堪大（2020年〜）
- 海援隊（ユニバーサルJから異動、旧ポリドール所属）
  - 武田鉄矢（同上）
- 加藤登紀子
- 辛島美登里（かつて旧東芝EMI所属）
- 川口ゆりな（2022年〜）
- Kotone（2020年〜）
- 最終定理論者（2020年〜）
- 相良茉優（2023年〜）
- C-C-B（1983年〜1989年 (旧ポリドール所属) 、2014年〜）
- 柴咲コウ（2002年〜2014年、2022年〜）（ユニバーサルJ → NAYUTAWAVE RECORDS → ビクターエンタテインメント → Les Trois Graces → USMジャパン）
- Jhonatan（2020年〜）
- CHISA（2020年〜）
- Chage（CHAGE and ASKA）（2001年〜[注 10]）
- BARAKA（2021年〜）
- petit milady（2013年〜2019年、2024年〜）（ZERO-A → USMジャパン）
- ぺこぱ（2023年〜）
- BOYS AND MEN（2016年〜）（2021年にVirgin Musicから異動）
- majiko（2018年〜）
- MILGRAM（2020年〜）
- 森山直太朗（2002年〜）（ユニバーサルJ → NAYUTAWAVE RECORDS → EMI Records → USMジャパン）
- ヤなことそっとミュート（2020年〜）
- 夜韻-Yoin-（2020年〜）
- 夜道雪（2022年〜）

#### UNIVERSAL MUSIC IST
- THE BOYZ（2022年〜）（Ariola Japanから移籍）

#### UNIVERSAL GEAR
- 椎名慶治（2017年〜）
- 鶴（2017年〜）
- 長渕剛（2015年〜）（EMI Recordsから異動）

#### Lighthouse Music
- 朝倉さや（2020年〜）
- 香西かおり（1992年～）（旧ポリドール所属、ユニバーサルJ → EMI Records → Lighthouse Music）
- 坂本冬美（1987年～）
- 田原俊彦（2017年〜）
- 寺本圭佑（2019年〜）
- 徳永ゆうき（2013年～）
- 花*花（2020年〜）
- ビリー・バンバン（2002年～）
- 紫レイ（2019年〜）
- 森山愛子（2004年～）
- レーモンド松屋（2010年〜）（NAYUTAWAVE RECORDS → EMI Records → Lighthouse Music）

#### UNIVERSAL MUSIC
- ギラ・ジルカ（2019年〜）
- HANDSIGN（2018年〜）

#### UNIVERSAL INTERNATIONAL
- KARA（2010年〜2015年、2022年〜）（International 2、活動休止前はユニバーサルシグマ → EMI Recordsに所属）
- KATSEYE（2024年～）
- BABYMETAL（2025年～）[注 7]（トイズファクトリーから移籍）
- MAZZEL（2023年〜）（BE-U）
- MEOVV（2024年～）
- REIKO（2023年〜）（BE-U）

### クラシック&ジャズ アーティスト

#### ユニバーサル・ジャズ
- akiko（2001年〜）
- 上原ひろみ（2004年〜）
- 小曽根真（1994年〜）
- キリンジ（2003年～2005年、2014年～）（Verve Records）
- 山中千尋（2005年〜）
- 小西康陽（PIZZICATO ONE）（2011年〜）
- 原田知世（2015年～）
- Rei（2018年〜）（Reiny Records）

#### ユニバーサル・クラシックス
- サラ・オレイン（Sarah Alainn）（2012年〜）
- アリス＝紗良・オット（2008年〜）
- 牛田智大（2012年〜）
- 内田光子
- 岡本知高（2004年〜）
- 小澤征爾
- 角銅真実（2020年〜）
- 五嶋龍（2005年〜）
- ジャー・パンファン（2015年〜）
- 庄司紗矢香（2001年〜）
- 諏訪内晶子（2001年〜）
- 千住真理子（2003年〜）
- 粗品（2021年〜）（自主レーベル"soshina"所属）
- 東儀秀樹（1996年〜）
- ヘイリー（2003年〜）
- ユンディ・リ（2001年〜）
- 南紫音（2008年〜）
- 村治佳織（2004年〜）
- レ・フレール（2006年〜）
- Cocomi（2022年〜）
- ヴィキングル・オラフソン（2016年〜）

### 旧所属アーティスト
- i-dle （以前は (G)I-DLE）（2019年〜2025年）（U CUBE → ワーナーミュージック・ジャパン）
- IZ*ONE（2019年〜2021年）（活動終了）
- アーバンギャルド（2011年〜2013年）（前衛都市 → ユニバーサルJ → 前衛都市）
  - 浜崎容子（2019年）
- ICE（2002年〜2004年）（東芝EMI → ユニバーサルJ → BBMC → ROPPONGI WAVE RECORDS → freebird record）
- IU（2011年〜2013年）
- ahhco（2004年〜2005年）
- 青野美沙稀（2016年〜2017年）
- 青山ミチ（1962年〜1966年）（旧ポリドール → 日本クラウン → 2017年1月死去）
- 赤い公園（2012年〜2019年）（EMIミュージック・ジャパン → Virgin Records → ユニバーサルJ → エピックレコードジャパン）
- あがた森魚
- 赤西仁（2017年〜2018年）（ → Go Good Records）
- 暁音（2017年）
- 麻見和也（1983年〜1984年、2003年）（旧ポリドール）
- 芦田愛菜（2011年〜2014年）（DD Projectグループ廃止に伴い、移動）
- 東龍太郎（2002年〜2003年）
- ATOM ON SPHERE（2011年）
- アネモネ（2003年）
- ABCHO（石川梨華・吉澤ひとみ（ドリームモーニング娘。））（2012年）
- AFRA & INCREDIBLE BEATBOX BAND（2006年）
- 安倍麻美（2003年〜2004年）（歌手活動休止）
- ALLiSTER（2010年〜2012年）
- ARCHAIC RAG STORE（2016年）
- inconnue（アンコニュ）（2001年）（旧ポリドール）
- ANTHEM（2012年〜2017年）（ → Ward Records）
- 安全地帯（1982年〜1993年、2010年〜2012年）（キティレコード → ソニーレコード → USMジャパン → SALTMODERATE → 日本コロムビア）
  - 玉置浩二（1987年～1993年）
- androp（2017年〜2020年）（unBORDE → SDR → ZEN MUSIC→SPACE SHOWER MUSIC）
- 杏里（2007年〜2010年）（フォーライフ → 日本クラウン → コロムビアミュージックエンタテインメント → ユニバーサル → ワーナーミュージック・ジャパン）
- ET-KING（2006年〜2015年）（ → MATOI RECORDS）
- YEN TOWN BAND（2015年〜2016年）（Epic Recordsから移籍）
- 伊織（1997年〜1999年）（旧ポリドール）
- 池田綾子（2002年〜2005年）
- 磯崎健史（2001年〜2003年）
- 12012（2007年〜2011年）（NAYUTAWAVE RECORDS → Fire Wall Division → HEAVEN SWITCH → 2014年12月12日活動休止）
- 井上苑子（2015年〜2020年）（ → つばさレコーズ）
- IMALU（2010年〜2012年）
- Yiruma（2004年〜2006年）
- 忌野清志郎（1998年〜1999年）（旧ポリドール）（2009年5月死去）
- イ・ミンホ（2013年〜2014年）
- INSPi（2001年〜2003年）（ → インディーズ → 東芝EMI → インディーズ）
- IN-HI（2003年〜2004年3月でメジャー契約打ち切り）
- INFINITE（2014年〜2017年）
- wilberry（1999年〜2000年）
- WIGGLE（1997年〜2001年）
- Weather Forecast（2004年）
- 上原さくら（1996年〜1998年）（旧ポリドール）
- 上松美香（2002年〜2009年）
- USAGI（2014年〜2015年）
- 宇頭巻（2001年〜2002年）（旧キティMME）
- 宇多川都（2000年〜2001年）
- 宇多田ヒカル（1998年〜2016年）[注 11]（ → Epic Records）
- 宇都美慶子（1990年〜1995年、2000年〜2002年）（ → 2004年よりソニー・ミュージックアソシエイテッドレコーズ）
- a.mia（2002年〜2005年）
- ARB（1998年〜2002年）（旧ユニバーサルビクター）
- A-JAX（エージャックス）（2012年）
- Alice Nine（2013年〜2014年）
- SDN48（2010年〜2012年3月メンバー全員卒業）
- EGO-WRAPPIN'（2001年〜2003年）（ → トイズファクトリー）
- えのぐ（2018年〜2020年）（ → ME RECORDS）
- ERROR（2020年）
- 恵莉花（2011年〜2012年）
- 遠藤賢司（2017年10月25日死去）
- 凰稀かなめ（2017年）
- OKKブラザーズ（2006年）
- 大塚博堂（1976年〜1980年）（旧フィリップスレコード）（1981年5月死亡）
- 大西順子（2010年〜2013年）
- 大場久美子（東芝EMI → キティレコード → インディーズ）
- 横道坊主 (1995年〜2002年（旧キティエンタープライズ）、2003年〜2006年（J）)
- 太田剣（2006年）
- 岡北有由（2001年〜2002年）（ → インディーズ）
- 緒方恵美（1996年〜1998年）（旧ポリグラム）
- 沖樹莉亜（2012年）
- 尾崎紀世彦（旧フィリップスレコード所属時の音源はUSMジャパンより発売）（2012年5月死亡）
- オズ（2010年〜2011年）（NAYUTAWAVE RECORDS → インディーズ → GARURU RECORDS）
- 小谷美紗子（2000年〜2002年（ユニバーサルJ）、2008年（ユニバーサルシグマ））（ → 東芝EMI → インディーズ）
- 織田裕二（1994年〜2008年）（ユニバーサルシグマから移籍）
- オトザイサトコ（2016年）
- 鬼束ちひろ（2004年〜2010年）（東芝EMI → ユニバーサルシグマ/A&Mレコード → フォーライフミュージックエンタテイメントへ移籍）
- 音速ライン（2005年〜2010年）（ユニバーサルJ → NAYUTAWAVE RECORDS → よしもとアール・アンド・シー → 自主レーベル「ONSO9 LIFE KOUBOU」）
- KAI（2012年）
- 怪物舞踏団（2018年）
- Kainatsu（2012年〜2014年）
- 甲斐よしひろ（1994年〜1997年、2000年〜2009年、2011年）（東芝EMI → ポニーキャニオン → EMIミュージック・ジャパン → SME → オーマガトキ → ユニバーサルミュージック → 日本クラウン → 現在はプライベートレーベルbloom labelに所属）
- 薫と友樹、たまにムック。（2011年〜2014年）
- 加賀谷はつみ（2011年）（ → ワーナーミュージック・ジャパン）
- Kaco（2000年〜2001年）
- CASCADE（1999年〜2002年）（ → ビクターエンタテインメント → ポリドール → 2002年8月に解散 → 2009年2月に再結成しアミューズソフトに所属）
- Gacharic Spin（2011年〜2014年）
- カツルミ（2018年）
- KANAKO（2016年）
- 狩野英孝（2009年）
- 華原朋美（2004年〜2007年、2013年〜2020年）（ユニバーサルシグマ → ユニバーサルJ）
- カヒミ・カリィ（1995年〜2001年）（ → ダブルオーレコード → ビクター）
- Calyn（1999年〜2000年）
- GARNiDELiA（2020年〜2021年）（ → デフスターレコーズ → SMEレコーズ → SACRA MUSICより移籍。2021年3月、ポニーキャニオンへの移籍を発表[59]。）
- 河野圭佑（2017年）
- 川村カオリ（2009年）（2009年7月死去）
- 神田莉緒香（2017年）
- 栞菜智世（2016年〜2017年）
- geek sleep sheep（2013年、SPEEDSTAR RECORDSに移籍）
- Keno（キーノ）（1999年〜2001年）
- 如月りな（2018年）
- 来生たかお（2002年〜2007年）
- 吉川晃司（1997年〜2000年、2009年〜2012年）（SMSレコード → 東芝EMI → ポリドール → キティMME → 徳間ジャパン/ジャパンレコード → Far Eastern Tribe Records → ワーナーミュージック・ジャパンにプライベート・レーベルSAMURAI ROCKを設立）
- きつね×EXIT（2020年）
- きのこ帝国（2015年〜2019年）（活動休止）
  - 佐藤千亜妃（2018年〜）
- キマグレン（2008年〜2015年解散）
- キム・ヒョンジュン（2012年〜2017年）→ディスカバリーネクスト
- KIMIKA（2018年）
- 9mm Parabellum Bullet（2007年〜2016年）（2016年より日本コロムビア内の自主レーベル「Sazanga Records」にて作品を発表）
- Qoo Bee Little（2013年）
- cune（2002年〜2006年）（ → インディーズ）
- 清竜人（2009年〜2014年）（トイズファクトリーに移籍）
- 桐谷健太（2016年）
- KIRIMIちゃん.（2014年）
- 筋肉少女帯（1996年〜1998年）（トイズファクトリー → MCAビクター → マーキュリー → 98年に活動休止 → 2007年にトイズファクトリーに移籍して活動再開 → 2013年に徳間ジャパンに移籍）
- 空中ループ（2018年）
- QOOLAND（2016年〜2018年解散）
- GOOD4NOTHING（2010年〜2012年）（ → L.M.N.O.P.）
- クマムシ（2015年）
- Crybaby（1998年〜1999年）（旧ユニバーサルビクター、1999年解散）
- クラウド・ルー（2017年）
- CLipCLover（2010~2012年）
- ぐるたみん（2016年〜2017年）（EXIT TUNESより移籍）
- GREAT3（1995年〜2004年、2012年〜2014年）
- CROSS GENE（2012年〜2016年）
- 桂銀淑（東芝EMIから移籍 → 不祥事により2008年契約解除）
- KCO（2008年）
- catenine（ケイトナイン）（2002年）
- ketchup mania（2005年〜2006年）（2009年5月10日解散）
- KEMURI（2003年〜2007年）（ユニバーサルシグマ → avex io → cutting edge → ONECIRCLE → ramble）
  - 伊藤ふみお（2004年）
- けみお&アミーガチュ（2014年）
- ケラケラ（2013年〜2016年）
- GOLD RUSH（2012年〜2014年解散）
- ゴクドルズ（2019年）
- KOTO（2004年）
- 小林建樹（1999年〜2002年）（ → インディーズ）
- 小南泰葉（2012年〜2015年）
- 近藤晃央（2021年）
- Psychesia（2000年）（旧ユニバーサルビクター）
- 西城秀樹（1999年〜2013年）（ビクター音楽産業 → RVC → BMGビクター → キングレコード → ユニバーサルポリドール → ユニバーサルJ → インディーズ → 2018年5月死去）
- 齊藤ジョニー（2011年〜2012年）
- 彩月（1999年〜2000年）
- SADS（2003年）（2004年活動休止 → 2010年 avex trax） 
  - 清春（2003年〜2004年）（ → Bouncy Records → avex trax）
- ZARD（ → レーベル法人化に伴いB-Gram RECORDSへ移籍 → 2007年5月27日坂井泉水死去）
- 咲妃みゆ（2018年〜2022年）
- 桜塚やっくん（2006年〜2007年）（ユニバーサルJ → NAYUTAWAVE RECORDS）（2013年10月死亡）
- SURFACE（1998年〜2004年）（旧マーキュリー・ミュージックエンタテインメント）（ → ソニーレコード → ユニバーサルシグマ → 2010年解散 → 2018年再結成）
- サイケジア（2000年）
- SILENT SIREN（2017年〜2021年）（ドリーミュージックから移籍）（活動休止）
- さかいゆう（2017年〜2019年）（オーガスタレコード → newborder recordings（販売元はユニバーサルミュージック）へ移籍）
- さくら学院（2011年〜2015年）（トイズファクトリー → ユニバーサルJ → アミューズ）
- さとうもか（2021年〜2022年）
- サボテンブラザーズ（2016年〜2017年）
- 沢田研二（1971年〜1984年）（ → 東芝EMI → JULIE LABELを改めて設立）
- サンダルバッヂ（2002年〜2003年）
- サンプラザ中野くん（2018年）
- サンミニ（2017年解散）
- SEAMO（2012年〜2014年）（アリオラジャパンから移籍）
- CTS（2014年〜2016年）
- G.D.FLICKERS（1995年〜1996年）（旧キティエンタープライズ）
- J（1997年〜2005年）（ → blowgrow）
- JAY'ED（2013年〜2015年）（トイズファクトリー → ユニバーサルJ → ドリーミュージック）
- J-Min（2012年〜2014年）
- J-FRIENDS（TOKIOがV6、KinKi Kidsとともに結成したスペシャルユニット）（2001年）
- JET SET BOYS（2017年）
- 詩音（2012年〜2013年）
- Giselle4（ジゼルフォー）（2014年〜2016年解散）
  - KOH+（2007年〜2008年、2013年）
- SIX LOUNGE（2018年〜2022年）（THE NINETH APOLLO → ZEN MUSIC → エピックレコードジャパン）
- 柴田あゆみ
- Shiggy Jr.（2015年〜2019年解散）
- 清水あいり（2019年）
- SHACHI（2019年）
- javjav
- SiM（2013年〜2022年）（ポニーキャニオンへ移籍）
- 少年ナイフ
- SHUUBI（2000年〜2001年）（徳間ジャパン → ユニバーサル → インディーズ）
- ジュエミリア（2003年）
- Juliet（2009年〜2013年）
- 城之内早苗（1992年〜1994年、2008年〜2009年）（CBS・ソニー → ポリスター → zetima → ユニバーサルシグマ → テイチクエンタテインメント）
- ジョン・健・ヌッツォ（2003年〜2004年）
- John-Hoon（2012年〜2014年）
- 白鳥英美子（2002年〜2007年）
- 白鳥マイカ（2007年）
- GILLE（2012年〜2016年活動休止）
- Syrup 16g（2008年）
- S!N（2016年）
- JINDOU（2004年〜2005年解散）
- Sweety（2012年〜2013年）
- スィートショップ（1999年〜2002年）
- SWITCH（旧キティレコード）
- SUICIDE SPORTS CAR（1999年〜2001年）
- スガシカオ（1997年〜2003年）（キティエンタープライズ → キティMME → Ariola Japan → フリーランス → スピードスター）
- SCRIPT（2000年〜2003年）（キティMME → インディーズ）
- スケルト・エイト・バンビーノ（2007年〜2010年）（ → インディーズ）
- Scott&Rivers（2013年）
- スコット・マーフィー（2008年〜2012年）
- 鈴木福（2012年〜2013年）（DD Projectグループ廃止に伴い、移動）
- START FISH（2019年）
- START FROM SCRATCH（2007年）
- THE STREET BEATS（1999年〜2001年）
- SPARKS GO GO（2005年）
- 青春高校3年C組（2020年〜2021年）
- 蝉時雨（2006年〜2008年解散）
- Cellophane
- セレイナ・アン（2016年〜2018年）
- 全日本パリピ協會（2018年）
- Sou（2019年〜2022年）（EXIT TUNES → インディーズ → Virgin Music→キングレコード）
- 宗次郎（1991年〜2010年）
- So' Fly（2010年〜2011年）
  - NERDHEAD（2011年〜2013年）
- Sotte Bosse（2007年〜2009年）
- Sonar Pocket（2008年〜2010年）（徳間ジャパンコミュニケーションズへ移籍）
- 反町隆史（1997年〜2000年）（歌手活動終了）
- SOPHIA（2009年〜2011年）（トイズファクトリー → EMIミュージック・ジャパン → ユニバーサルJ → 2011年にavex traxに移籍）
- Dirty Old Men（2010年〜2012年再びインディーズへ）
- DAISHI DANCE（2012年〜2014年）
- Da-iCE（2014年〜2020年）
  - Natural Lag（2020年）
  - 工藤大輝（2020年）
  - 大野雄大（2020年）
- 高橋みなみ（2013年〜2017年）
- 高橋洋子（1991年〜2000年）（旧キティレコード → 旧キティエンタープライズ → 旧ポリドール）
- 田口淳之介（2017年〜2018年）
- 竹友あつき（2014年）
- Tucker（2005年）
- タナカアツシ（2018年）
- 田中秀典
- 高橋幸宏（1988年〜1996年、2005年〜2014年）
- 玉置成実（2009年〜2011年）（ソニーレコード → ユニバーサルJ → インペリアルレコード）
- DANCE EARTH PARTY（2013年）
- 小さな恋のうたバンド（2019年）
- Chee's（2000年〜2001年）（旧マーキュリー・ミュージックエンタテインメント）（2001年解散）
- チェンバロ（2002年）
- CHAR
- Chara（2006年〜2011年、2018年〜2022年）（ → スペースシャワーネットワーク（販売元：BounDEE） → キューンミュージック → ユニバーサルシグマ → 日本コロムビア）
- CHAGE and ASKA（2001年〜2009年）（キティMME → ユニバーサルシグマ）
  - ASKA（2001年～2010年）（同上→ロックダムアーティスツ）
- 超新星（2009年〜2016年、2018年〜2019年）（ユニバーサルJ → SUPERNOVAに改名しSV RECORDS（ユニバーサル ミュージック アーティスツ内レーベル）に移籍 → 日本コロムビアに移籍）
- choco☆milQ（2014年〜2015年）
- Zwei（2006年〜2009年）（バップ → ユニバーサルJ → 5pb. Records[注 12]）
- DIAMANTES（1993年〜1997年）（ → M&Iレコーズ）
- T-ARA（2011年〜2016年）
- T.M.H.R.（西川貴教<T.M.Revolution>、ミゲル・ゲレイロ、島谷ひとみによる限定ユニット）（2012年）
- D-51（2018年）
- DJ BEAT
- DJ MAYUMI（2007年〜2014年）
- DIVINE
- D★Shues
- D☆DATE（2010年〜2012年）（エイベックス・エンタテインメントへ移籍）
- TEEN TOP（2011年〜2014年）
- takekings（2016年）
- TETSUYA（2016年〜2019年）（Ki/oon Records（現：キューンミュージック）から移籍）
- Tina（2001年〜2009年）
- TERRY（2011年）
- デューク・エイセス（2014年〜2017年）解散
- 寺尾紗穂（2007年）
- 傳田真央（2009年〜2012年）
- Tokyo Cheer2 Party（2017年3月31日解散）
- 東京ロケッツ（2015年）
- 童子-T（2002年〜2003年、2005年〜2014年）
- 堂珍嘉邦（2012年〜2013年）（デリシャス・デリ・レコーズ → キノ・ミュージック（日本コロムビアからの販売委託））
- TOUYU（灯油）（2016年）
- TWILL（2009年〜2012年）
- DOGGY BAG（2000年〜2003年）
- TOKIO（2001年〜2008年）（ソニーレコード → ユニバーサルJ → ジェイ・ストーム）
- ときめき♡宣伝部（2016年〜2018年）（ユニバーサルシグマ → avex trax）
- 徳永英明（2002年〜2024年）（旧キティMME所属 → ユニバーサルシグマ → 日本コロムビア）
- DRUM TAO（2017年〜2019年）
- Droog（2016年〜2018年活動休止）
- 九星隊（2018年〜2019年）→STAR RECORDS
- Nao'ymt（2008年）
- 中澤真由（2001年〜2002年）（インディーズ活動を経てimmiと改名後、DefSTAR RECORDSから再デビュー）
- なかの綾（2013年〜2014年）
- 中林芽依（2005年〜2006年）
- 名取香り（2005年〜2007年）
- NaNa (2007年）
- THE NEATBEATS（2001年〜2002年）
- 西尾えつ子（1989年）（旧キティレコード）
- 26時のマスカレイド（2019年〜2020年）
- NIPPS（2001年〜2002年）
- ノックチャック（2013年〜2014年）
- バーゲンズ（2000年〜2002年）（旧ユニバーサル）
- Heartbeat（2013年）
- half dozen
- PALM DRIVE（2001年〜2003年）
- ザ・ハイロウズ（1995年〜2004年）[注 13]（ → BMG JAPAN（現：Ariola Japan） → 2005年解散 メンバーの甲本ヒロトと真島昌利はザ・クロマニヨンズの一員として活動中）
- PAELLAS（2019年解散）
- HAKAIHAYABUSA（2013年〜2014年）
- HaKU（2012年〜2016年）（EMIミュージック・ジャパン → EMI Records Japan → ユニバーサルJ）
- Jay Park（2012年）
- BUCK-TICK（1997年〜1999年）（ビクター → マーキュリー → Ariola Japan → 徳間ジャパンコミュニケーションズ → ビクター）
- PASSPO☆（2011年〜2015年）（ユニバーサルJ → 日本クラウン）
- HASE-T
- ハジ→（2013年〜2018年）（2013年の作品はNAYUTAWAVE RECORDS）
- Party Rockets（2013年〜2020年）（avex traxから移籍）
- 服部浩子（1994年〜2013年）
- バナナマン（2003年〜2009年）（単独ライブのDVD発売のみ）
- PAPA B（2001年）
- Happie
- ハナエ（2011年〜2016年）
- BananaLemon（2019年）
- Happiness（2009年〜2012年）（ユニバーサルシグマ → NAYUTAWAVE RECORDS → rhythm zone）
- 浜田麻里（1997年〜2001年）（ビクターインビテーション → MCAビクター → マーキュリー（97年に移籍したものの発売中止の為、リリースは無し） → ポリドール → 徳間ジャパンコミュニケーションズ。MCAビクター・ポリドール在籍時の旧譜の原盤権はユニバーサルJが管理していたが、現在はUSMジャパンに移管の上再発売）
- PuZZ:（2000年〜2001年）

- はるな愛（2012年）
- ハルレオ（小松菜奈・門脇麦）（2019年）
- Hello, Wendy!（2018年）
- ハンバート ハンバート（2010年〜2012年）
- VAMPS（2013年〜2017年活動休止）
- PassCode（2016年〜2024年）（USMジャパン → MoooD Records）
- BEE SHUFFLE（2014年〜2015年）
- HEAT WAVE（1996年〜1999年）
- HERO（2015年〜2016年）（日本クラウンから移籍）
- PIERROT (2001年〜2005年)（2006年解散）
- ピカソ（1986年〜1995年）（旧キティレコード）
- BIG RON（ → HOOD SOUND）
- hide (with Spread Beaver)（1997年〜）（旧ユニバーサル（ ← ユニバーサルビクター）所属）1998年死去
- 日野賢二（2003年〜2005年）
- ひふみかおり（1999年〜2000年）
- 氷室京介（1995年〜2002年）（東芝EMIから移籍 → 2003年よりEMIに復帰 → ワーナーに移籍）
- ぴよぴよ（1992年〜1994年）（旧キティレコード）
- 平野綾（2012年〜2014年）（Lantisから移籍）
- ピロカルピン（2012年〜2013年）
- 弘Jr.（2017年）
- ファーイースト・ムーヴメント（2011年〜2012年）
- FUZZY CONTROL（2013年）
- FANTA ZERO COASTER
- フィッシュマンズ（1995年〜1999年、2005年〜2006年）
- フェイバリットソング合唱団（2013年）
- ふぇのたす（2014年〜2015年）
- FOE（フォー）（2000年）
- 富士葵（2018年〜2019年）（ → HOLLYHOCK RECORDS）
- 布施明（キングレコード → ユニバーサルシグマ → F&A Project Records）
- THE HOOPERS（2015年〜2019年）（2019年1月、イケメン女子プロジェクト大改革により活動終了。現在の活動に関してはdreamBoat・ael-アエル-（テイチクエンタテインメント所属）を参照。）
- 文月メイ（2013年〜2014年）
- PURETTY（2012年〜2013年）
- BLAST STAR（2007年）
- Plastic Tree（2003年〜2004年、2006年〜2010年）（徳間ジャパンコミュニケーションズ → FlyingStar Records）
- FLiP（2014年〜2016年）
- FULLGAIN
- プレイグス
- BOO（2002年）
- BLACK CATS（2017年）
- BLANKEY JET CITY（1997年〜2000年）（東芝EMIから移籍 → 2000年解散）
- hare-brained unity（2006年〜2007年）
- Base Ball Bear（2013年〜2018年）（東芝EMI → EMIミュージック・ジャパン → EMI Records → プライベートレーベル「DGP RECORDS」。同レーベル立ち上げと同時にビクターエンタテインメントに移籍）
- Baby Boo（2004年〜2006年）
- ベリーグッドマン（2016年〜2020年）（ → 日本クラウン）
- PERIDOTS（2007年〜2008年）
- VELVET GARDEN（1996年〜1998年）（旧ポリドール）（1998年8月活動休止）
- 放課後プリンセス（2015年〜2017年）
- 星野真里（2001年〜2003年）
- HOLiDAYS
- WHITE JAM（2014年〜2016年）
- 舞花（2010年〜2012年）
- 真木よう子（2013年）
- 真崎ゆか（2011年〜2012年）
- MAGIC（2017年）
- MAG!C☆PRINCE（2015年〜2019年）（ → STAR RECORDS）
- MaxBoys（2012年〜2013年）
- 松たか子（1999年〜2005年）（旧BMGジャパン → ユニバーサルJ → Ariola Japan）
- まねきケチャ（2017年）（Virgin Records → 日本コロムビア）
- マリアシュラ
- MariMari rhythmkiller machinegun
- Monday満ちる
- みぎてやじるし ひだりてはーと（2019年〜2020年）
- みくんぼ（2013年）
- 水谷ゆう（2011年）
- THEE MICHELLE GUN ELEPHANT（2002年〜2003年）（COLUMBIA/TRIADから移籍 → 2003年解散）
- mihimaru GT（2003年〜2013年無期限活動休止）
- みみずくず
- 宮地真緒（2003年〜2004年）
- MIYAVI（2004年〜2021年）（ユニバーサルJより移籍 → ランティス）
- 美結（みゆい）（2000年）
- MILK CROWN
- ムック（2003年〜2009年）（デンジャークルー・レコード → SMAR）
- MOOMIN（2003年〜2008年）（Ki/oon Records（現：キューンミュージック） → ユニバーサルシグマ → ポニーキャニオン）
- 村上佳佑（2017年〜2018年）
- 村松崇継（2007年〜2012年）
- MEG（2007年〜2011年）（ → スターチャイルド → EVIL LINE RECORDS）
- メチャハイ♡（2015年〜2016年）
- Metis（2009年〜2012年）
- Mebius（2008年）
- MO'SOME TONEBENDER（2001年〜2003年）
- 最上川司（2015年〜2018年）
- ももいろクローバー（2010年）（ユニバーサルJ → スターチャイルド → EVIL LINE RECORDS）
- ももちひろこ（2011年）
- 矢井田瞳（2010年〜2015年）（青空レコード → ユニバーサルシグマ → ヤマハミュージックコミュニケーションズ）
- 薬師丸ひろ子（ → JVCケンウッド・ビクターエンタテインメント）
- 安田奈央（2011年〜2013年）（ユニバーサルシグマから移籍）
- 矢野絢子（2004年〜2005年）
- 山川豊（1981年～2020年）（旧東芝EMI → Sakurastar Records → EMI Records → Lighthouse Music → 日本クラウン）
- 山口由子（1997年〜2001年）（旧マーキュリー・ミュージックエンタテインメント）
- 山弦（1998年〜2005年）
- 山田孝之（2002年）
- Yummy Yukking
- Una（2013年）
- YOUR SONG IS GOOD（2006年〜2011年）（カクバリズム/ユニバーサルJ → カクバリズム/NAYUTAWAVE RECORDS → カクバリズム）
- YURIE（Jazz Singer）（2015年〜2017年）
- ユン・サンヒョン（2011年〜2012年）
- YOSHI（2019年〜2021年）（2022年死去）
- 吉井和哉（2013年〜2014年）（ → 日本コロムビア）
- 吉川智子（1980年〜1982年）（旧キティレコード）
- 米津玄師（2013年〜2015年）（ユニバーサルシグマ → ソニー・ミュージックレコーズ）
- LOUDNESS（2014年〜2017年）（ → ワードレコーズ）
- La'cryma Christi（1997年〜2007年）（旧ポリドール）（2007年解散 → 2009年期間限定で再結成）
- Raphael-Starring 華月（2012年〜2013年）
- LOVE JAMMIN'（2016年〜2018年）
- Lita（2001年〜2003年）（旧ポリドール）（2003年解散）
- Licca（2002年〜2003年）
- RIKKI
- LITTLE（2004年〜2007年）（ → Ariola Japan）
- Re:versed（2018年）
- LIV（2002年〜2005年）（旧ユニバーサル）（インディーズ → 2009年活動休止）
- RYUCHELL（2018年～2019年）（2023年7月死去）
- Linda（旧キティMME）
- リン・ユーチュン（2013年〜2014年）
- LOONIE（2006年〜2007年）
- LU⊃A（1998年〜2001年）（旧ポリドール）（2001年解散）
- RAVEN（2004年）
- RAINBOW（2011年〜2012年）
- LÄ-PPISCH（1998年〜2002年）（ → スピードスターレコーズ → BELO RECORDS）
- 恋愛信号（旧ユニバーサルビクター）（解散）
- ローラ（2012年）
- Lotteriez（2019年）
- ROSSO（2004年〜2006年）（活動休止）
- LONELY↑D（2010年〜2011年解散）
- WISE（2007年〜2012年）
- ラストアイドル（2017年〜2022年解散）

## 備考
- 2018年秋まで利用していた本社ビル（青山オフィス）は、かつてマイカルグループが東京地区の拠点として利用していた建物である（現在はアパレルのルックが入居している）。尚、マイカルはマイカルハミングバードを通して音楽ソフト事業を行っていたが、ワーナーミュージック・ジャパンに譲渡している。
- 当社のディスクには、「ユニバーサル」及びそのシンボルマークである地球儀マークが規格品番等と一緒に記録面中央部にプレスされているという特徴がある。製造は、メモリーテック・日本ビクター・ソニー・ミュージックソリューションズ等3社に委託している[注 14]。
- 当社と日本ビクター（当時）が共同開発したSHM-CD（スーパー・ハイ・マテリアルCD）等については、当該ページを参照。

## UNIVERSAL MUSIC STORE HARAJUKU
UNIVERSAL MUSIC STORE HARAJUKU（ユニバーサルミュージックストア・ハラジュク）は、ユニバーサル ミュージック グループ（UMG）初のコンセプトストア。2023年10月20日、原宿の竹下通りにオープンした。
UMGのアーティストと世界中のファンがオフラインでつながる拠点となっている。ストアは、地下1階から地上3階の4つのフロアで構成され、ファン向けの限定イベントや商品の展示や販売、ポップアップショップなどが開催されている。

### フロア
3F：エンターテインメントスペース
面積109.81㎡。プロ仕様のインスタントフォトシューティングやデジタルメッセージサービス等のエンターテインメント体験スペース。ポップアップスペース同様、コンテンツが入れ替わる。
2F：RS No.9 HARAJUKU
面積106.45㎡。ザ・ローリング・ストーンズの公式アパレルストア。ストア内唯一の常設コーナーであり、2020年9月9日にロンドンで誕生した同グループの公式ストア「RS No.9 Carnaby」に続くもので、世界では2店舗目となる。
1F：ポップアップスペース（メイン）
面積107.22㎡。メインとなるポップアップスペースで、ユニバーサルミュージックの契約アーティストを中心にジャンルレス、ボーダーレスのコンテンツを展開。
B1：ポップアップスペース
面積91.10㎡。1Fポップアップスペースと連動した企画を展開。

### 主な開催イベント
| 月日                | タイトル                                                                        | 関連作品・備考                                       | フロア      | 出典          |
| 2023年              | 2023年                                                                          | 2023年                                               | 2023年      | 2023年        |
| ------------------- | ------------------------------------------------------------------------------- | ---------------------------------------------------- | ----------- | ------------- |
| 11月15日 - 22日     | &TEAM BRAND EXPERIENCE SPACE                                                    | &TEAM『First Howling : NOW』AL                       | 3F          | [ 62 ]        |
| 11月30日 - 12月10日 | LADY GAGA ARTPOP POP UP                                                         | レディー・ガガ『ARTPOP THE 10TH ANNIVERSARY』AL      | 1F・3F      | [ 63 ]        |
| 2024年              |                                                                                 |                                                      |             |               |
| 2月14日 - 25日      | INI POP-UP STORE “MATCH UP”                                                     | INI『MATCH UP』AL                                    | 1F・3F・B1F | [ 64 ]        |
| 2月27日 - 3月10日   | BLUE GIANT POP-UP STORE                                                         | 漫画『BLUE GIANT』                                   | 1F          | [ 65 ]        |
| 2月27日 - 3月10日   | ブルーノート・レコード創立85周年記念フロア                                      | 『ブルーノート@85 Remastered by Kevin Gray』         | 3F          | [ 65 ]        |
| 3月15日 - 26日      | MAZZEL POP-UP STORE “Parade”                                                    | MAZZEL『Parade』AL                                   | 1F・3F      | [ 66 ]        |
| 3月29日 - 4月7日    | Novelbright POP-UP STORE “CIRCUS” ～10th Anniversary～                          | Novelbright『CIRCUS』AL                              | 1F・3F      | [ 67 ]        |
| 4月10日 - 13日      | HIKARU UTADA POP-UP STORE “SCIENCE FICTION”                                     | 宇多田ヒカル『SCIENCE FICTION』AL                    | 1F・3F      | [ 68 ]        |
| 4月17日 - 5月6日    | ME:I POP-UP STORE “ME:EYE’s HOUSE”                                              | ME:I『MIRAI』SG                                      | 1F・3F      | [ 69 ]        |
| 5月10日 - 26日      | ボブ・マーリー : ONE LOVE ポップアップストア                                    | 映画OST『ボブ・マーリー:ONE LOVE』                   | 1F          | [ 70 ] [ 71 ] |
| 5月14日 - 26日      | imase POP-UP STORE『凡才』                                                      | imase『凡才』AL                                      | 3F          | [ 72 ]        |
| 5月29日 - 6月2日    | 「UNIVERSAL MUSIC ANALOGUE RECORD」POP-UP STORE                                 | アナログレコード専門ストア                           | 1F          | [ 73 ]        |
| 6月7日 - 30日       | BON JOVI FOREVER POP UP STORE                                                   | ボン・ジョヴィ『フォーエヴァー』AL                   | 1F          | [ 74 ] [ 75 ] |
| 6月7日 - 25日       | 公式マーチャングッズ セール                                                     | 海外アーティスト公式グッズセール                     | 3F          | [ 76 ]        |
| 6月28日 - 30日      | NEE くぅ-追悼展-                                                                | NEE・くぅの追悼展                                    | 3F          | [ 77 ]        |
| 7月5日 - 20日       | Ado『残夢』POP-UP STORE                                                         | Ado『残夢』AL                                        | 1F・3F      | [ 78 ]        |
| 7月25日 - 8月4日    | 映画『ブルーピリオド』POP-UP STORE                                              | 映画『ブルーピリオド』                               | 1F・3F      | [ 79 ]        |
| 8月9日 - 25日       | My Hair is Bad POP-UP STORE                                                     | My Hair is Bad『ghosts』AL                           | 1F・3F      | [ 80 ]        |
| 9月3日 - 16日       | RIIZE POP-UP STORE “Lucky”                                                      | RIIZE『Lucky』SG                                     | 1F・3F      | [ 81 ]        |
| 9月21日 - 10月1日   | オリヴィア・ロドリゴ ポップアップストア・イン・トーキョー                       | オリヴィア・ロドリゴ 来日ツアーグッズほか            | 1F          | [ 82 ]        |
| 9月21日 - 10月1日   | 公式マーチャングッズ セール                                                     | 海外アーティスト公式グッズセール                     | 3F          | [ 83 ]        |
| 10月5日 - 20日      | HYDE [INSIDE] Release Special POP-UP STORE in HARAJUKU                          | HYDE『HYDE [INSIDE]』AL                              | 1F・3F      | [ 84 ]        |
| 10月24日 - 11月3日  | MARVEL POP UP STORE                                                             | MARVEL×MAZZEL コラボグッズ                           | 1F          | [ 85 ]        |
| 10月24日 - 11月3日  | MAZZEL 3rd single『MAZQUERADE』POP-UP STORE                                     | MAZZEL SG『MAZQUERADE』                              | 3F          | [ 85 ]        |
| 11月6日 - 17日      | POP-UP STORE「超特急〈原宿〉竹下通り駅」                                        | 超特急「AwA AwA」SG                                  | 1F・3F      | [ 86 ]        |
| 11月20日 - 29日     | オール・タイム・ベスト 1984-2024 ポップ・アップ・ストア                         | ボン・ジョヴィ『オール・タイム・ベスト 1984-2024』AL | 1F          | [ 87 ]        |
| 11月20日 - 29日     | 公式マーチャングッズ セール                                                     | 海外アーティスト公式グッズセール                     | 3F          | [ 88 ]        |
| 12月3日 - 15日      | King & Prince POP-UP STORE 2024 Re:ERA                                          | King & Prince『Re:ERA』AL                            | 1F・3F      | [ 89 ]        |
| 12月19日 - 29日     | PEOPLE 1 POP-UP STORE「appartement 1827」                                       | PEOPLE 1『PEOPLE 1の世界』LIVE                       | 1F・3F      | [ 90 ]        |
| 2025年              |                                                                                 |                                                      |             |               |
| 1月6日 - 20日       | BanG Dream! MyGO!!!!!×Ave Mujica POP UP STORE at UNIVERSAL MUSIC STORE HARAJUKU | アニメ「BanG Dream! Ave Mujica」                     | 1F・3F      | [ 91 ]        |
| 1月24日 - 2月3日    | KIKKAWA KOJI 40th Anniversary POP-UP STORE                                      | 吉川晃司デビュー40周年記念                           | 1F・3F      | [ 92 ]        |
| 2月7日 - 3月3日     | 公式マーチャングッズ セール                                                     | 海外アーティスト公式グッズセール                     | 3F          | [ 93 ]        |